# Trofeo Città di Castelfidardo 2005
Il Trofeo Città di Castelfidardo 2005, venticinquesima edizione della corsa e valida come evento dell'UCI Europe Tour 2005 categoria 1.1, si svolse il 10 agosto 2005 su un percorso di 199,1 km. Fu vinto dal brasiliano Murilo Fischer che terminò la gara in 5h03'00", alla media di 39,426 km/h.
Al traguardo 30 ciclisti portarono a termine il percorso.

## Ordine d'arrivo (Top 10)
| Pos. | Corridore          | Squadra       | Tempo    |
| ---- | ------------------ | ------------- | -------- |
| 1    | Murilo Fischer     | Naturino      | 5h03'00" |
| 2    | Giuliano Figueras  | Lampre        | a 1"     |
| 3    | Elio Aggiano       | LPR-Piacenza  | a 3"     |
| 4    | Jakob Piil         | Team CSC      | a 20"    |
| 5    | Lorenzo Bernucci   | Fassa Bortolo | a 27"    |
| 6    | Lorenzo Cardellini | Univ. Caffè   | s.t.     |
| 7    | Giovanni Visconti  | Domina Vac.   | s.t.     |
| 8    | Luca Mazzanti      | Panaria       | s.t.     |
| 9    | Paolo Bailetti     | Androni-3C    | s.t.     |
| 10   | Giuseppe Di Grande | Univ. Caffè   | s.t.     |